# Suchoczewo (obwód kurski)
Suchoczewo (ros. Сухочево) – wieś (ros. село, trb. sieło) w zachodniej Rosji, w sielsowiecie rusanowskim rejonu fatieżskiego w obwodzie kurskim.

## Geografia
Miejscowość położona jest nad Usożą (lewy dopływ Swapy w dorzeczu Sejmu), 3 km od centrum administracyjnego sielsowietu (Basowka), 4 km na zachód od centrum administracyjnego rejonu (Fatież), 48 km na północny zachód od Kurska, 2 km od drogi magistralnej (federalnego znaczenia) M2 «Krym» (część trasy europejskiej E105).
We wsi znajduje się 74 posesji.
Klimat
Miejscowość, jak i cały rejon, znajduje się w strefie klimatu kontynentalnego z łagodnym ciepłym latem i równomiernie rozłożonymi opadami rocznymi (Dfb w klasyfikacji klimatów Köppena).

## Demografia
W 2010 r. wieś zamieszkiwało 113 osób.